# Azteca diabolica
Azteca diabolica is een mierensoort uit de onderfamilie van de Dolichoderinae. De wetenschappelijke naam van de soort is voor het eerst geldig gepubliceerd in 2010 door Guerrero, Delabie & Dejean.